# Trichosalpinx ectopa
Trichosalpinx ectopa är en orkidéart som beskrevs av Carlyle August Luer. Trichosalpinx ectopa ingår i släktet Trichosalpinx och familjen orkidéer. Inga underarter finns listade i Catalogue of Life.